# Aksjonowo-Silowskoje
Aksjonowo-Silowskoje (russisch Аксёново-Зи́ловское) ist eine Siedlung städtischen Typs in der Region Transbaikalien in Russland mit 3443 Einwohnern (Stand 14. Oktober 2010).

## Geographie
Der Ort liegt knapp 300 km Luftlinie ostnordöstlich der Regionshauptstadt Tschita zwischen dem etwa 1000 m hohen Aleurkamm im Süden und dem gut 1500 m hohen Chorkowykamm im Norden. Er befindet sich am Bely Urjum (Weißer Urjum), dem rechten Quellfluss des Schilka-Zuflusses Tschornaja.
Aksjonowo-Silowskoje gehört zum Rajon Tschernyschewski und befindet sich etwa 70 km nordöstlich von dessen Verwaltungszentrum Tschernyschewsk. Die Siedlung ist Sitz der Stadtgemeinde Aksjonowo-Silowskoje gorodskoje posselenije, zu der außerdem die Stationssiedlungen Artschikoi (8 km westsüdwestlich) und Sudyra (20 km östlich) gehören.

## Geschichte
Der Ort entstand 1908 unweit der Siedlung Alexejewski im Zusammenhang mit dem Bau der Amureisenbahn Kuenga – Chabarowsk 1908. Die Bahnstation und die zugehörige Siedlung trugen zunächst den Namen Silowo. 1930 erhielt der Ort den heutigen Namen nach den von dort stammenden Brüdern Aksjonow, die im Russischen Bürgerkrieg im Kampf gegen die Truppen Grigori Semjonows starben, und den Status einer Siedlung städtischen Typs.

### Bevölkerungsentwicklung
| Jahr | Einwohner |
| ---- | --------- |
| 1913 | 761       |
| 1923 | 1.809     |
| 1939 | 11.917    |
| 1959 | 7.783     |
| 1970 | 6.048     |
| 1979 | 6.598     |
| 1989 | 5.904     |
| 2002 | 4.283     |
| 2010 | 3.443     |

Anmerkung: ab 1959 Volkszählungsdaten

## Verkehr
Aksjonowo-Silowskoje liegt an der Transsibirischen Eisenbahn (Stationsname Silowo, Streckenkilometer 6670 ab Moskau), die bis dort aus westlicher Richtung 1990 elektrifiziert wurde. Mit der Fertigstellung des 130 km langen Abschnitt Silowo – Ksenjewskaja 1992–1994 wurde die Elektrifizierung der gesamten Transsibirischen Eisenbahn westlich von Chabarowsk abgeschlossen (die letzte Lücke von etwa 600 km Länge zwischen Kruglikowo bei Chabarowsk und Ussurijsk wurde 1996–2002 geschlossen).
Etwa 5 km südlich des Ortes führt die Fernstraße R297 Amur (bis 2017 auch M58) vorbei, die Tschita mit Chabarowsk verbindet und Teil der transkontinentalen Straßenverbindung ist.